# Die in Your Arms
«Die in Your Arms» — en español: «Morir en tus brazos» — es una canción del cantante Canadiense Justin Bieber, de su tercer álbum de estudio, Believe (2012). La canción fue escrita y producida por Rodney "Darkchild" Jerkins , Dennis "Aganee" Jerkins, y Sayles Travis, mientras que otras letras fueron escritas por Bieber, Lumpkins Thomas, Lumpkins Kelly, y Rooney Herb. La canción de tiene samples de «We Got a Good Thing Going» (1972) de Michael Jackson, cuenta con el canto Bieber sobre una pasión que lo consume todo y el cariño que siente por su amada. «Die in Your Arms», recibió críticas positivas de los críticos de música , que en compararon el estilo de la canción a los de los Jackson 5, Duffy, Amy Winehouse y Bruno Mars, entre otros. La canción ha alcanzado puestos en varios países como Australia, Canadá, Países Bajos, Nueva Zelanda, Reino Unido y Estados Unidos.

## Desempeño Comercial
Después de su lanzamiento en iTunes Store, «Die in Your Arms» alcanzó el número tres en la lista de la tienda, justo detrás de Carly Rae Jepsen  «Call Me Maybe» (2011) y Gotye «Somebody That I Used to Know» (2011). Después de una semana completa de ventas, la canción vendió un total de 185.000 descargas digitales en Estados Unidos, debutando en el número 4 en el Hot Digital Songs. La canción también debutó en el número 17 en el Billboard Hot 100. Alcanzó los diez primeros puestos en Dinamarca y Noruega, mientras que llegó a la parte superior y media en Irlanda y Nueva Zelanda, y los cuarenta primeros en Australia, Escocia y Reino Unido.

## Posicionamientos
| Lista (2012)                                | Mejor Posición |
| ------------------------------------------- | -------------- |
| Australia (ARIA)                            | 31             |
| Bélgica (Flandes) (Ultratop 50)             | 47             |
| Bélgica (Valonia) (Ultratip Bubbling Under) | 35             |
| Canadá (Canadian Hot 100)                   | 14             |
| Dinamarca (Tracklisten)                     | 9              |
| Irlanda (IRMA)                              | 28             |
| Países Bajos (Mega Single Top 100)          | 41             |
| Noruega (VG-lista)                          | 6              |
| Nueva Zelanda (Recorded Music NZ)           | 21             |
| Escocia (Scottish Singles Sales Chart)      | 38             |
| España (Top 100 Canciones)                  | 50             |
| Reino Unido (UK Singles Chart)              | 34             |
| Estados Unidos (Billboard Hot 100)          | 17             |